# Основно училище „Св. св. Кирил и Методий“ (Царев брод)
Основно училище „Св. св. Кирил и Методий“ е основно училище в село Царев брод, община Шумен, област Шумен. Има статут на средищно училище. То е с курс на обучение от първи до осми клас. Учебните занятия се провеждат едносменно само сутрин. Училището е с общинско финансиране. Oт 1994 г. директор на учебното заведение е г–н Тихомир Трифонов.
В сградата на учебното заведение се пазят 120 пана и рисунки, стенописи и картини, оставени да радват идните поколения, нарисувани от вече пенсионираният преподавател по изобразително изкуство старши учител г-н Павел Павлов и художничката г-жа Виктория Шидерова.

## История
С доброволни пожертвования и подкрепени от немските семейства, местните българи наемат една стая, доставят нужните мебели и на 8 септември 1919 г. младата учителка Милица Жекова започва занятия. Записани са 54 ученици. На следващата година училището се премества в католическия манастир в сградата на временно затвореното немско училище. През 1922 г. училището разполага вече със собствена сграда. Наречено е „Кирил и Методий“.
През 1932 г. Симанка Чернаева, специалист по първа група предмети, започва работа с 54 ученици от прогимназиален етап, като така е поставено начало на местната прогимназия.
През 1939 г. е положен основният камък и започва строеж на новата училищна сграда, зазидано е шише с пергаментова хартия.
В навечерието на 1942 г., първоначалното училище и новата сграда се сливат в едно ОУ „Кирил и Методий“.
През следващите години учителите работят и с възрастни, а през зимните месеци уреждат просветни часове: вечерни за мъжете и дневни за жените. Към училището отваря и ученическа трапезария. В началото тя обслужва само 40 крайно бедни деца, а в следващите години са включени двойно повече ученици. Трапезарията се издържа от такси и приходи от ученически представления.
През учебната 1945/1946 г. към него е открита и детска градина.